# C17H15N3
化学式C17H15N3的化合物（摩尔质量：261.32 g/mol）可以指：
- 6,6''-二甲基-2,2':6,2''-三联吡啶，CAS号：33777-92-3
- 油黄OB，CAS号：131-79-3

|  | 这个同类索引页列出了具有相同分子式的化学物（即同分異構體）条目。 除非您是有意链接至本页，否则应将相应条目的内部链接指向正确的条目。 |